# Grabo (Jessen)
Grabo ist ein Ortsteil der Stadt Jessen (Elster) im Landkreis Wittenberg des Landes Sachsen-Anhalt.

## Lage und Erreichbarkeit
Grabo liegt ca. 2 km südwestlich der Stadt Jessen und ist über die L114 mit ihr verbunden.
Das Dorf liegt unmittelbar am Neugraben, weshalb es zwei Brücken gibt.

## Geschichte

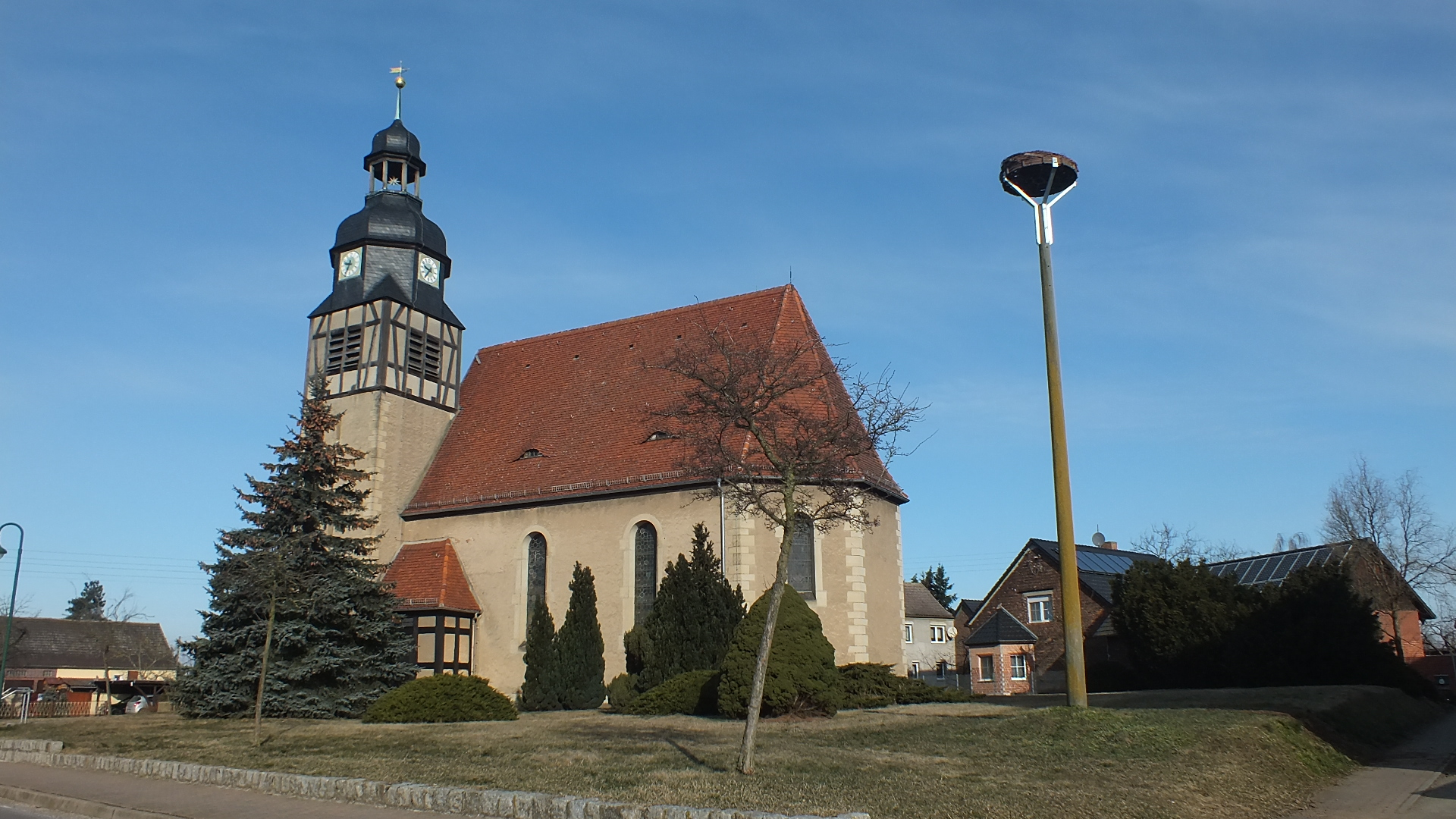
Dorfkirche Grabo

Als Siedlung wurde Grabo erstmals 1376 unter dem Namen Grabow in Urkunden erwähnt. Der ursprüngliche Ortsname entspricht im slawischen der Bezeichnung für die Hagebuche, einer Unterart der Birkengewächse. Die heutige Schreibweise Grabo etablierte sich 1533.
Der Neugraben trat regelmäßig über die Ufer, richtete aber selten großen Schaden an. 1890 wurde der Ort durch ein Hochwasser vollständig überflutet. Als weitere Katastrophe, die den Ort heimsuchte, ist ein Feuer am 27. September 1898 notiert, das weite Teile des Ortes vernichtete. Auch die Gemeindechronik fiel dem Feuer zum Opfer.
Auch das Jahrhunderthochwasser im Jahr 2002 überflutete weite Teile des Dorfes und richtete damit sehr großen Schaden an. Teilweise standen ganze Höfe unter Wasser und nahezu jeder Keller musste ausgepumpt werden. Einige wenige Häuser waren nach dem Hochwasser nicht mehr bewohnbar und konnten nur noch abgerissen werden. Alle Straßen standen unter Wasser, sodass das Dorf von der Stadt Jessen und den umliegenden Ortschaften nicht mehr erreichbar war.

## Heimatverein Grabo e. V.
Im Jahr 1999 wurde der Heimatverein Grabo e. V. gegründet, nachdem der ehemalige Dorfklub nach der Wende nicht mehr bestand. Der Heimatverein Grabo e. V. setzte sich zum Ziel das Dorfleben wieder aktiv zu gestalten. Derzeit sind 30 Mitglieder im Heimatverein Grabo e. V. tätig. (Stand März 2022)
Seit dem Jahr 2000 wurde neben dem traditionellen Heimatfest am letzten Juli-Wochenende auch wieder ein Oster- und Weihnachtsfeuer angeboten. Im Laufe der Jahre kamen weitere kleine Veranstaltungen hinzu, die sich im Dorf etablierten und gut besucht sind.
Seit 2013 betreibt der Verein eine Facebook-Seite, auf der regelmäßig über Veranstaltungen informiert wird und seit 2020 einen eigenen Youtube-Kanal.

## Die Dorfkirche St. Pancratius
Im Jahre 1704 wurde eine neue Kirche in Grabo gebaut, nachdem die alte den Dreißigjährigen Krieg nicht unbeschadet überstanden hat. In diese wurde 1866 eine einmanualige Orgel mit sieben Registern von Conrad Geißler eingebaut. Diese Kirche war in den 1910er Jahren ohne große Mängel als ein Neubau beschlossen wurde.
1913 wurde der Bau der heute erhaltenen Kirche abgeschlossen und eingeweiht. Auch die Orgel als Teil der Innenausstattung wurde von Wilhelm Rühlmann in 1913 neu gebaut, das 369. Werk der Firma. Über den Verbleib der Geissler-Orgel ist bislang nichts bekannt. Die Rühlmann-Orgel mit zwei Manualen und Pedal wurde 1999 restauriert. Mit fünf Stimmen auf dem Hauptwerk, drei auf Oberwerk und zwei auf Pedal hat sie insgesamt 10 Register.
Die Kirche mit Titelheiligem St. Pancratius steht im Dorfkern von Grabo und wird vom Kirchspiel Jessen unterhalten.